# Sommerrodelbahn Loreley

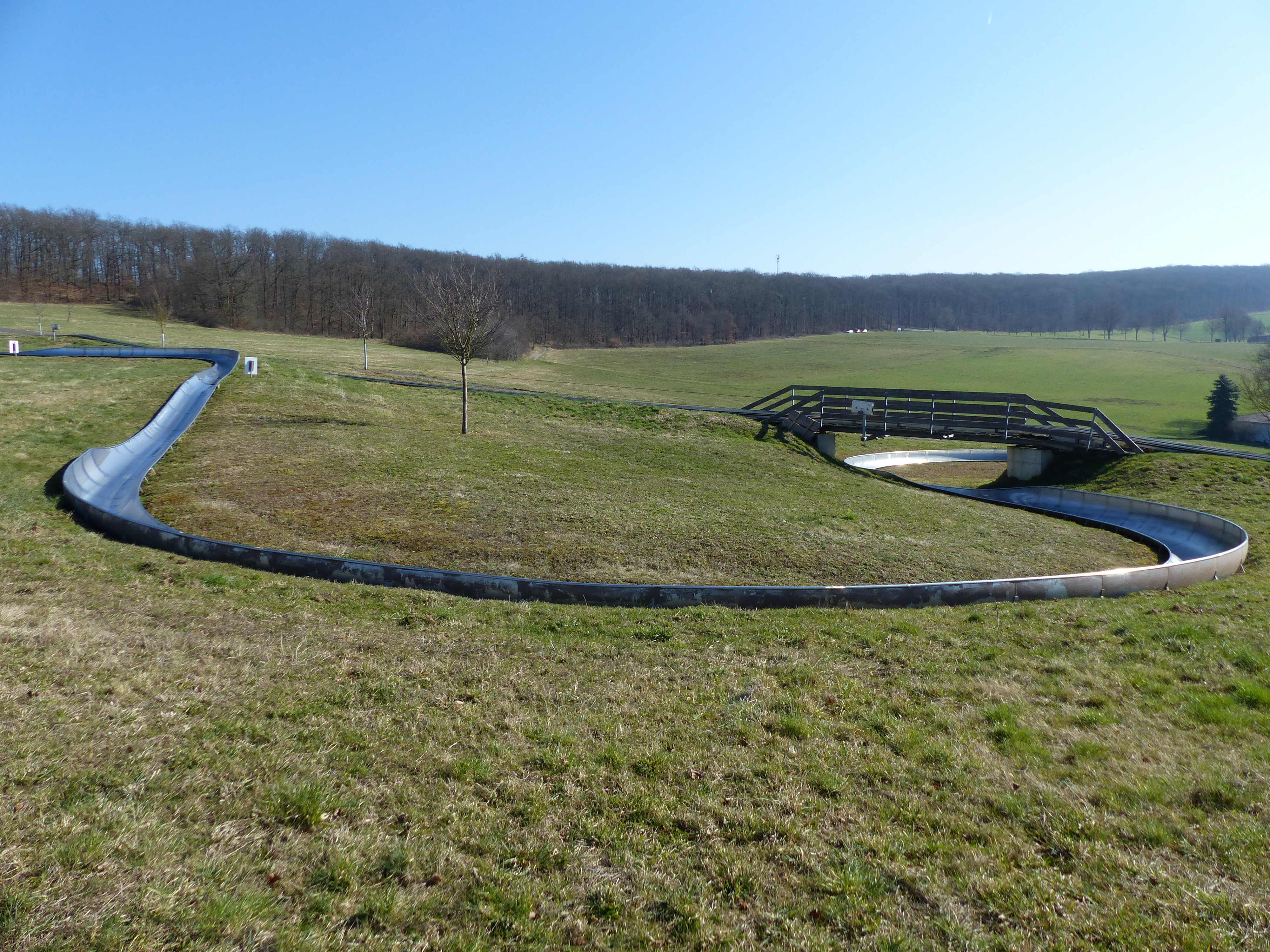
Sommerrodelbahn Loreley: Edelstahlwannen-Fahrbahn. Die Schleppstrecke zum Aufwärtstransport führt über die Brücke.

Die Sommerrodelbahn Loreley oder auch der Loreley-Bob (Eigenbezeichnung des Betreibers) ist eine Sommerrodelbahn auf dem Plateau des Loreleyfelsens. Durch die Lage im UNESCO-Weltkulturerbe Oberes Mittelrheintal führt die Existenz der Bahn immer wieder zu Diskussionen um Tourismus und Kultur- und Naturschutz. Neben der größten Burgendichte der Welt im Mittelrheintal ist der aus Sagen und deutschen Volksliedern bekannte Loreleyfelsen eine der international bekanntesten Touristenattraktionen am Rhein.

## Anlage
Der Loreley-Bob befindet sich oberhalb des Loreley-Besucherzentrums bei Sankt Goarshausen und der dazugehörigen Freilichtbühne. Die Sommerrodelbahn ist vom Typ Wannen-Rodelbahn mit einer Wanne aus Edelstahlblech. Die Abfahrt ist ca. 700 Meter lang, der Aufwärtstransport erfolgt durch eine Lifteranlage, bei der die mit den Rodlern besetzten Fahrzeuge von einem unter der Bahn verlaufenden Stahlseil zum Start gezogen werden. Hersteller ist die hessische Firma Wiegand, betrieben wird die Anlage von der Loreley-Bob GmbH. Die Baukosten für die am 17. Mai 2013 eröffnete Bahn betrugen 750.000 Euro. Die besondere Lage und der historische Baustil der Loreley-Gebäude mussten beim Bau berücksichtigt werden.

## Geschichte
Bereits vor der Eröffnung gab es mehrjährige Diskussionen zwischen Politik, Bürgern und Umweltschützern des BUND, die sogar ein Gerichtsverfahren gegen den Bau anstrengten. Der Eilantrag des BUND gegen die Baugenehmigung wurde vom Oberverwaltungsgericht Rheinland-Pfalz Anfang Februar 2013 abgewiesen. Die Planung der Sommerrodelbahn kostete 60.000 Euro und der Bau 750.000 Euro. Man hatte einerseits Bedenken, dass die über einen Kilometer lange Strecke, die über eine Wiese verläuft, den Naturraum gefährde. Andererseits stört sich die UNESCO an dem Bau, da das Obere Mittelrheintal seit 2002 den Weltkulturerbe-Status besitzt. Vom Rheintal aus ist die Rodelbahn nicht zu sehen. Dennoch forderte die UNESCO am 19. Juni 2013 in Phnom Penh auf der 37. Sitzung des Welterbekomitees den Abbau der Bahn.
Laut der lokalen Gastronomie und des Bürgermeisters haben sich seit der Eröffnung der Bahn die Besucherzahlen des Ortes, vor allem durch Familien, erhöht. Im Voraus gab es Befürchtungen, die Einrichtung könne das Naturerlebnis beeinträchtigen und die Besucherzahlen einschränken.
War über den Fortbestand der Sommerrodelbahn im ersten Jahr noch nicht entschieden (Stand August 2013), berief sich der Betreiber auf eine gültige Baugenehmigung. Der Betrieb findet von Mitte März bis Anfang November eines jeden Jahres statt. Im Sommer 2022 wurde die Sommerrodelbahn für ihre Barrierefreiheit ausgezeichnet.